# Kanton Bollène
Kanton Bollène (fr. Canton de Bollène) je francouzský kanton v departementu Vaucluse v regionu Provence-Alpes-Côte d'Azur. Tvoří ho sedm obcí.

## Obce kantonu
- Bollène
- Lagarde-Paréol
- Lamotte-du-Rhône
- Lapalud
- Mondragon
- Mornas
- Sainte-Cécile-les-Vignes